# طلوع خورشید تکیلا (فیلم)
طلوع خورشید تکیلا (به انگلیسی: Tequila Sunrise) فیلمی است محصول سال ۱۹۸۸ و به کارگردانی رابرت تاون است. در این فیلم بازیگرانی همچون مل گیبسون، میشل فایفر، کرت راسل، رائول هولیا، جی تی والش، گابریل دیمون، الی پوژه، آرلیس هاوارد، آری گروس، دانیل زاکاپا، باد بتیکر و آنا مگنوسون ایفای نقش کرده‌اند.